# El estado depredador
El estado depredador: cómo los conservadores abandonaron el libre mercado y por qué los liberales también deberían hacerlo es un libro del economista James K. Galbraith, publicado por primera vez en 2008. El título se refiere a cómo en la sociedad estadounidense, como Galbraith la ve, las instituciones públicas han sido subvertidas para servir al lucro privado: los "depredadores" son las élites corporativas. Argumenta que estos intereses corporativos dirigen el estado "no para ningún proyecto ideológico, sino simplemente de una manera que les consiga individualmente y como grupo, la mayor cantidad posible de dinero".

## Trasfondo

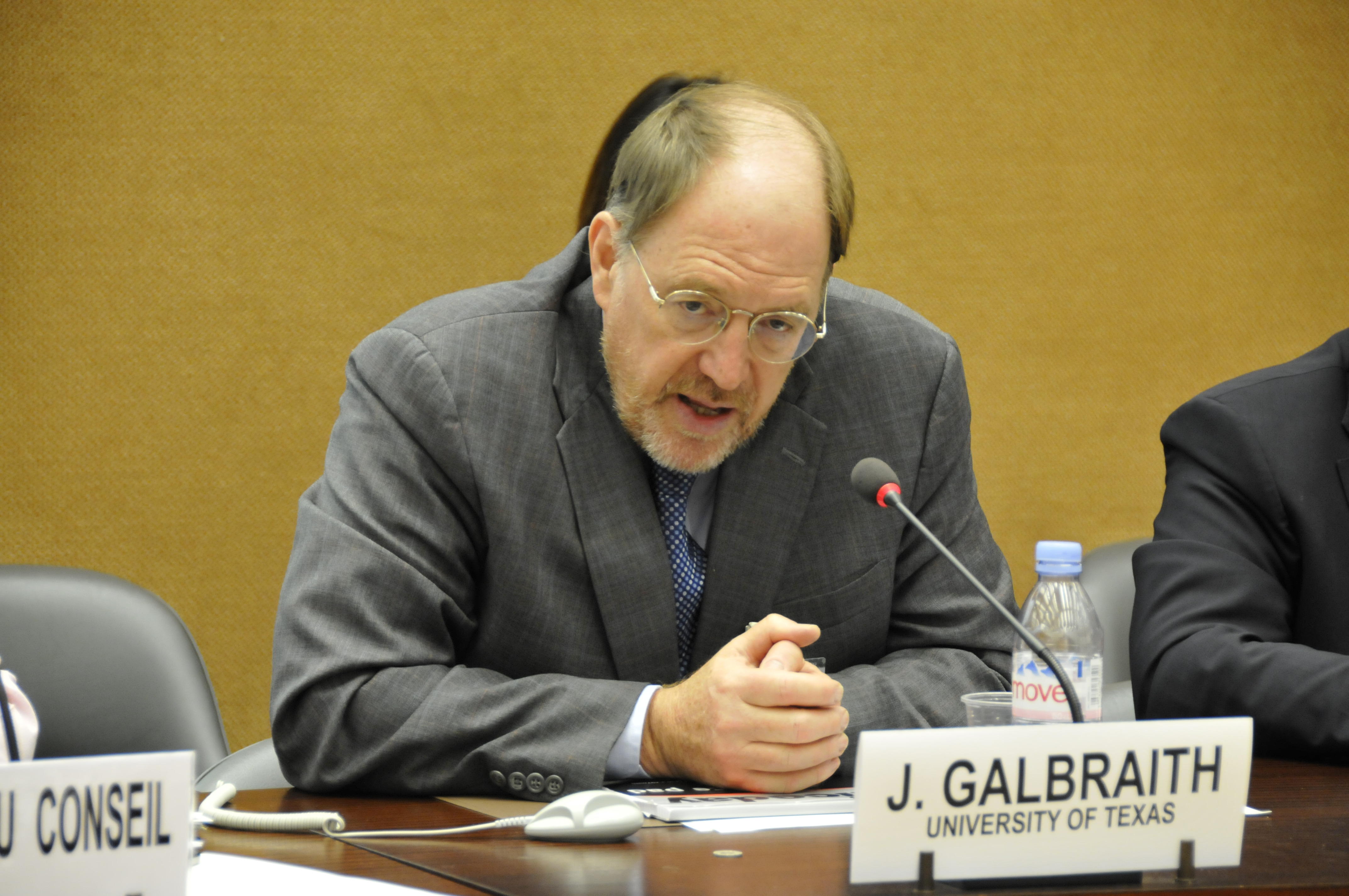
James Galbraith

Galbraith enseñaba economía en la Universidad de Texas en Austin en el momento de la redacción del libro. Su libro anterior como autor fue Created Unequal: The Crisis in American Pay, publicado en 1998. En abril de 2006, el autor visitó a su padre, John Kenneth Galbraith, el gran economista, funcionario público y embajador. En esta última reunión antes de su muerte, Galbraith padre sugirió que James escribiera un libro sobre la "depredación corporativa".
El libro fue escrito después de la devastación de Nueva Orleans por el huracán Katrina, pero antes de la crisis financiera de 2008. Galbraith relacionó ambos eventos con las ideas descritas en el libro. Para él, el desastre de Katrina fue un fracaso definitivo del sistema político, ya que la hostilidad política hacia el sector público había inspirado la degradación (o venta) de los servicios de emergencia de propiedad pública. Al escribir un prefacio para la edición de bolsillo, que salió después del colapso de 2008, Galbraith culpó de la crisis en curso a la desregulación que, en nombre de los mercados libres, había dejado a los depredadores financieros a su aire.

## Contenido
El libro tiene tres secciones. La primera describe el libre mercado como un mito cultural en el que sus defensores no creen realmente. La segunda explica la operación del estado depredador, donde la desigualdad económica no es un efecto secundario del desarrollo económico, sino una consecuencia de los codiciosos intereses privados que toman todo lo que pueden para sí mismos. La tercera incluye algunas recomendaciones para hacer frente a los depredadores; obtener los beneficios de la empresa privada sin otorgar un poder excesivo a las élites corporativas.
Al contrarrestar la creencia de que los mercados libres siempre producirán los mejores resultados económicos, Galbraith cuestiona la narrativa de la historia económica estadounidense que la acompaña. Si bien esa narrativa acredita la prosperidad de Estados Unidos a las empresas que se liberan de la regulación, él la atribuye a las instituciones públicas como las creadas en el New Deal, incluidas la seguridad social y el Medicare. 
El libro critica a los conservadores estadounidenses que abogan por políticas gubernamentales pequeñas mientras, en la práctica, expanden el gasto público y persiguen "acuerdos de libre comercio" que socavan el libre comercio. También critica a los liberales por asumir incuestionablemente los principios del libre mercado como los presupuestos equilibrados y la no intervención del gobierno. Galbraith describe el objetivo del libro como "liberar la mente liberal".
Como explica Galbraith, las etiquetas de "conservador" o "liberal" son inútiles, al igual que la supuesta tensión entre la política del gobierno pequeño y el gobierno grande. Ve la contienda entre los depredadores súper ricos y el resto de la sociedad. Los depredadores exigen la privatización cuando la economía va bien, para que poder adquirir activos, pero en tiempos difíciles, los depredadores se consideran demasiado grandes para fracasar y usan su poder político para obtener protección del estado, incluso endeudando al gobierno para respaldar a sus empresas.

## Recepción
Al revisar el libro para el Journal of Economic Issues, L. Randall Wray lo describe como "la economía política en su mejor momento [...] También merece el estatus de un clásico", como John Kenneth Galbraith en El Nuevo Estado Industrial y Thorstein Veblen en La Teoría de la clase ociosa, y se puede decir que ambas se actualizan. Wray elogia tanto el estilo de la prosa como los propios argumentos que "parecen inexpugnables".
En el New York Times, Roger Lowenstein elogia la prosa del libro pero cuestiona muchos de sus argumentos. Escribe, "el gusto con el que [Galbraith] desafía repetidamente las convenciones cansadas es refrescante", pero "su prosa es absolutista en proporción al grado en que sus afirmaciones son indemostrables", concluyendo "No es una propuesta económica brillante, pero ha planteado preguntas mordaces sobre un sistema en crisis". USA Today incluyó a The Predator State entre los mejores libros de negocios de 2008.
En el Shanghai Daily, Wan Lixin escribe que la mayoría de los libros sobre economía y administración carecen de información real, pero hace una excepción con The Predator State, que "no brinda respuestas ni soluciones reales, [pero] tiene el potencial de ayudarte a pensar por ti mismo."  En particular, Lixin elogia a Galbraith por observar que los conceptos económicos estándar, como el crecimiento del PIB, no tienen en cuenta los intereses de las generaciones futuras y, por lo tanto, los mercados libres no planifican bien los eventos futuros. 
Una revisión en Publishers Weekly describe el libro como "altamente legible" y rico en ideas estimulantes, pero "a veces dispersas", con conclusiones a veces poco claras o contradictorias.